# 達爾梅尼山
71°7′S 166°55′E / 71.117°S 166.917°E
達爾梅尼山（英語：Mount Dalmeny），是南極洲的山峰，位於維多利亞地的彭內爾海岸，處於德拉貝克峰東南面11公里和雷德蒙海崖以西6公里，屬於阿納雷山脈的一部分，海拔高度1,610米，現時由南極條約體系管理。